# Östergötlands runinskrifter 24
Östergötlands runinskrifter 24 är en vikingatida runstensfragment i Örminge, Kuddby socken och Norrköpings kommun. Den restes 1942. Stenen är 0,8 meter hög, 0,6-0,7 meter bred och 0,2 meter djup. Endast ett fragment av en slinga finns på den bevarade delen vars yta är starkt sliten. Den har tidigare legat som trappsten och stenens ursprungliga plats är därför okänd.

## Inskriften
Translitterering av runraden:
... ...faiʀ raif
Normalisering till runsvenska:
... [æ]ftiʀ ʀæif.
Översättning till nusvenska:
...efter Rev.